# 沃特·布拉馬
沃特·布拉馬（Wout Brama）是荷蘭的一位足球員。在場上司職中場。他效力于荷甲球會。

## 外部連結
- 沃特·布拉馬在 National-Football-Teams.com 上的出场纪录
- worldfootball.net：沃特·布拉馬之統計數據 （英文）